# Raegan Revord

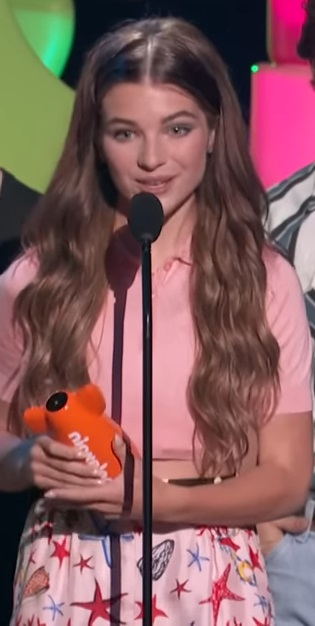
Reagon Revord bei den Nickelodeon Kids’ Choice Awards 2024

Raegan Revord (* 3. Januar 2008 in San Diego, Kalifornien) ist eine US-amerikanische schauspielende Person. Von 2017 bis 2024 spielte Revord die Rolle der Missy Cooper in der Fernsehserie Young Sheldon.

## Leben
Revord wurde 2008 in San Diego geboren und zog mit Familie nach Los Angeles, um sich der Schauspielkarriere zu widmen. Das Schauspieldebüt gab Revord 2015 im Kurzfilm Tortoise. Revord engagiert sich für wohltätige Zwecke im Junior-Botschafter-Programm des Children’s Hospital Los Angeles.

## Filmografie
- 2015: Tortoise (Kurzfilm)
- 2015: W / Bob and David (Fernsehserie Episode 1x03)
- 2015: Jia (Kurzfilm)
- 2014, 2016: Modern Family (Fernsehserie, 2 Episoden)
- 2016: Grace and Frankie (Fernsehserie, Episode 2x02)
- 2017: Teachers (Fernsehserie, Episode 2x03)
- 2017: I See You (Kurzfilm)
- 2017: Wish Upon
- 2017: Stray (Kurzfilm)
- 2017–2024: Young Sheldon (Fernsehserie, 141 Episoden)
- 2019: Alexa und Katie (Alexa & Katie, Fernsehserie, Episode 3x03)
- 2024–2025: Georgie & Mandy (Georgie & Mandy’s First Marriage, Fernsehserie, 3 Episoden)